# Alvás

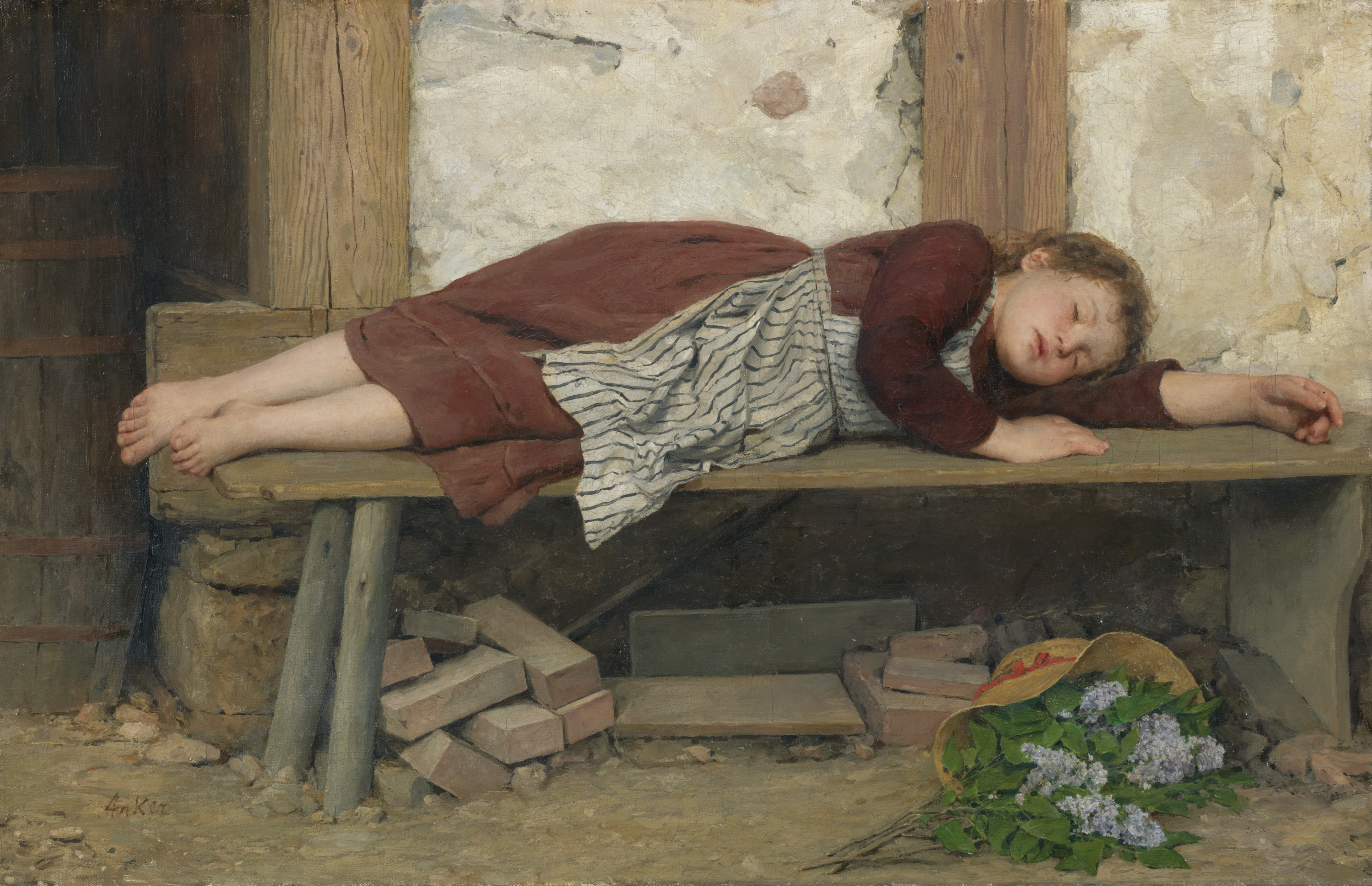
Albert Anker (1831–1910) festménye: Alvó lány egy fapadon

Az alvás a legtöbb gerinces élőlény (és némelyik különleges rovar, például az ecetmuslica) természetes pihenőállapota, amely a felsorolt élőlények regenerációját szolgálja.

## Jellemzői

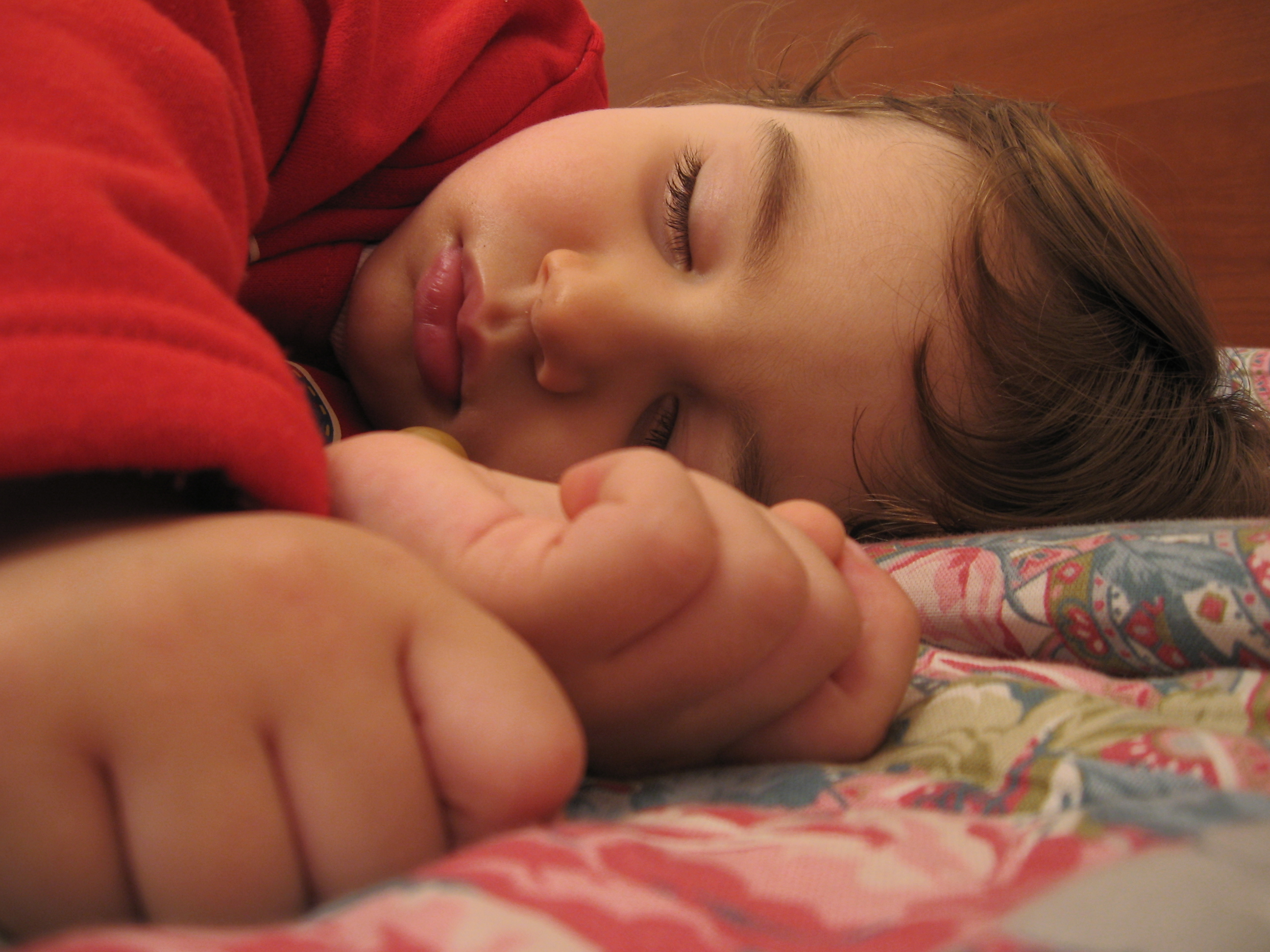
A gyerekek többet alszanak

A szándékos testmozgás és a külső ingerekre adott reakciók csökkenése jellemzi. Alvás alatt fokozódik a sejtosztódás, a sejtelhalás üteme mérséklődik.

### Az ember napi ritmusa
Az ember napi biológiai ritmusát három tényező határozza meg:
- A külső ingerek fajtái, és azok intenzitása
- A belső biológiai óra – mindennek saját belső órája van, és mindenkinél eltérően működik
- A test belső állapotai

A napi ritmust cirkadián ritmusnak is nevezik (latin: circa – körül, dia – nap). Jelenlegi tudásunk szerint az emlősökben a napi ritmust az agyban lévő agyalapon elhelyezkedő mag (suprachiasmatic nucleus – SCN) vezérli, amely a hipotalamusz előtt helyezkedik el. Az SCN mintegy 10 000 neuronból áll, melyek az agy középvonalában, mindkét oldalon megtalálhatók. Ha ezek a neuronok megsérülnek, a napi ritmus felborul. Az SCN működését a melatonin nevű hormon befolyásolja, amely többek között a szívritmusra is hatással van. Kutatások szerint a szervezetben lévő túl kevés melatonin emeli a vérnyomás értékét.
A reggeli fény a becsukott szemen keresztül az agyba jut, és ott az SCN a tobozmirigy melatonintermelését csökkenti, ezáltal elősegíti a szervezet ébredését. Sötétségben a folyamat fordított módon játszódik le: a fény hiánya a tobozmirigy stimulálásával növeli a melatonin termelését, ez pedig elősegíti az elalvást.
Az alvási problémák sokszor azzal függnek össze, hogy a szervezet belső órája és a külvilág órája nincs egymással szinkronban (ez könnyen előállhat például éjszakai műszak esetén, vagy időzónákat keresztező utazás alkalmával (a jelenség neve: jetlag), de a Föld körül keringő űrhajósokon is megfigyelhető).
A test belső hőmérséklete normál esetben este 9 óra körül a legmagasabb (elérheti a 37 °C-ot), alvás alatt fokozatosan kb. 1 °C-ot csökken, míg hajnali 5 órakor eléri mélypontját. Ezután hirtelen emelkedik a megszokott értékre (ami 36 °C körül van). Ha a test nem képes a belső hőmérséklet csökkentésére, elalvási nehézség lép fel.

### Alvásigény
A National Sleep Foundation közleménye szerint a tizenévesek alvásigénye napi 9 óra, a felnőtteké 7-9 óra. Az alvásigény az életkor előrehaladtával csökken. A „Whitehall II” kutatás eredményei szerint a 35 és 55 év közöttiek számára az ideális alvásidő 7 óra (a hat óránál kevesebbet és a 8 óránál többet alvók rosszabbul teljesítettek a szellemi feladatok megoldásában).

### Az álmosságérzet kialakulása
Az ébren töltött időtartam hosszával egyenes arányban nő az elalvásra való hajlandóság. Az álmosságérzetet részben az adenozin mennyiségének növekedése okozza, ami éber állapotban termelődik, alvás alatt pedig csökken.

### Az alvás fázisai
Az alváskutatók az alvás folyamán mérik a szem körüli izmok és a végtagok mozgását, a szívritmust, valamint a légzés mélységét. Az alvás kezdetén az izmok állapota még az éber állapothoz hasonló, a szívritmus és a légzésszám azonban már csökken. Az alvásnak ezt az időszakát gyors-szemmozgás-nélküli (Non-Rapid-Eye-Movement, NREM) fázisnak vagy lassú hullámú alvásnak (LHA) nevezik. Az NREM fázis alatt áll helyre a szervezet energiája és ilyenkor szabadulnak fel a növekedési hormonok. Az NREM-től jól elkülöníthető a REM (Rapid Eye Movement – gyors szemmozgás) fázis, aminek ez a fő jellegzetessége. A légzés szabálytalanabb, gyorsabb és kevésbé mély. A szemek gyors mozgást végeznek mindenféle irányban, a végtagok izmai átmenetileg képtelenek a mozgásra. Az álmok túlnyomó többsége a REM fázisban történik. A vizsgálatok szerint ekkor az agynak azok a területei aktívak, amelyek a tanulásban, a gondolkodásban, a dolgok megszervezésében vesznek részt.

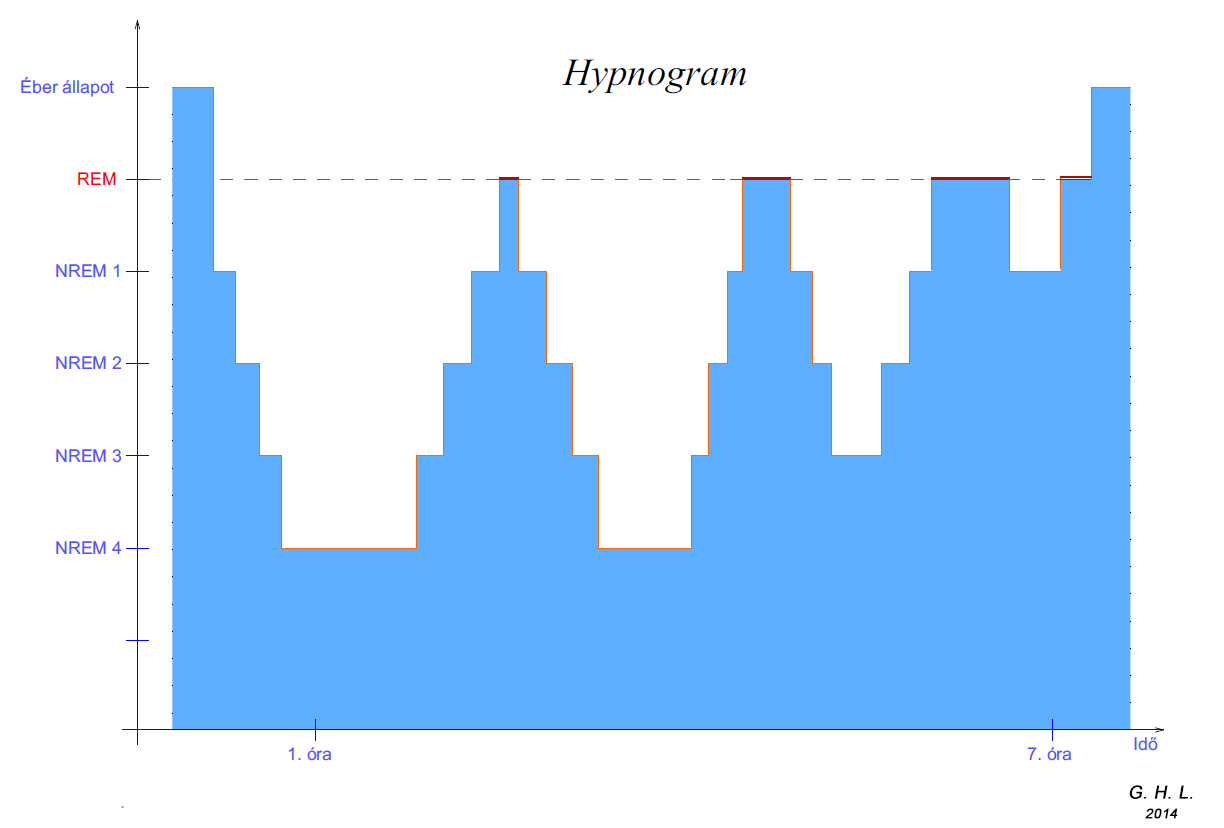
Alvási stádiumok, mélység szerint

Egy alvási ciklus nagyjából 90-120 percig tart, ez alatt 4 NREM és 1 REM fázis különíthető el egymástól. Ilyen ciklusból egy éjszaka alatt négy-hat fordul elő. Az éjszaka előrehaladtával a mély NREM fázisok hossza csökken, a REM fázisok hossza növekszik.
Az egyes fázisok jellemzői:
1. NREM fázis: átmenetet képez az éber és az alvó állapot között, az álmosságérzet fokozódik. Az agyhullámok és az izmok aktivitása lassul.
2. NREM fázis: könnyű alvási periódus, mely alatt a szemmozgás abbamarad, az agyhullámok tovább lassulnak, a szívritmus és a testhőmérséklet csökken.
3. NREM fázis: rendkívül lassú agyhullámok jellemzik. A vérnyomás csökken, a légzés lassul.
4. NREM fázis: a legmélyebb alvás fázisa, az agy a leglassabb hullámokat állítja elő. Szemmozgás nincs, de a végtagizmok még képesek a mozgásra. Ebben a fázisban a legnehezebb felébreszteni valakit. A 3. és 4. fázis alapvető a test energiájának helyreállításában, és ekkor szabadulnak fel a növekedési hormonok is.
5. REM fázis: erős agyi aktivitás jellemzi, ekkor álmodunk. A mozgatóizmok átmenetileg lebénulnak.[8]

Egy alvási cikluson belül a fázisok sorrendje szigorúan kötött, és a következőképpen alakul: 1-2-3-4-3-2-1-5, majd kezdődhet a következő ciklus. Az 5., vagyis REM fázisból a legkönnyebb felébredni, ez gyakran meg is történik néhány másodpercre (de erre nem emlékszünk). A sorrend olyannyira kötött, hogy ha például megpróbálunk valakit a 4. fázisban felébreszteni, az, mielőtt tudatára térne, gyorsan végigjárja a 3-2-1-5 fázisokat.
Ma már létezik olyan ébresztőóra, amely az alvó személy fázisainak nyomon követésével a kitűzött időpontot megelőző fél órán belül ébreszt az aktuális REM fázisban.

### Az agyhullámok jellemzői
Frekvenciájuk alapján négyféle agyhullámot különböztetünk meg (az alvás felé haladó sorrendben):
- Ébrenlét, figyelő, aktív állapot, béta hullámok: 20 Hz (15–40 Hz), kis amplitúdó
- Ébrenlét, nyugodt, ellazult állapot, alfa hullámok: 10 Hz (9–14 Hz), nagy amplitúdó
- Könnyű alvás, théta hullámok: 3,5–7 Hz, még nagyobb amplitúdó
- Mély alvás, delta hullámok: 3,5 Hz alatt (1,5–4 Hz), legnagyobb amplitúdó

## Az alváshiány következményei
A kialvatlanság rontja az ember teljesítőképességét, növeli a balesetek kockázatát és csökkenti az immunrendszer védekező képességét.
Állatkísérletekkel igazolták, hogy a tartós alvásmegvonás halálhoz is vezethet. Sőt, nem csak a mennyiségi, de a minőségi alvásmegvonás is súlyos következményekkel jár. Egy kísérlet során patkányokat minden REM fázis kezdetén felébresztettek. Így bár az állatok megkapták a szükséges alvásmennyiséget, egy alvási fázis kimaradt. Eleinte enyhe, majd egyre súlyosabb kialvatlanság jeleit mutatták, később azonban a teljes alvásmegvonásnál tapasztaltakhoz hasonlóan elpusztultak.

## Alvászavarok
Az alvászavarok legtöbbször valamilyen testi vagy pszichiátriai betegséghez, illetőleg valamely pszichés problémához társulnak, ritkábban önálló jelenségként is előfordulhatnak.
Az alvászavar legtöbbször elalvási- átalvási zavarként, illetve korai ébredésként, vagy ezek kombinációjaként jelentkezik. Mindemellett léteznek speciális alvászavarok, mint például a narkolepszia (hirtelen, rohamokban jelentkező, váratlan álomba merülés a nap legkülönbözőbb időszakában), vagy a szomnambulizmus (alvajárás) stb.
A csökkent, illetve nehezített alvást, álmatlanságot inszomniának, a fokozott alvástevékenységet hiperszomniának nevezzük. Nagyon gyakran egyszerre mindkét jelenség jellemzi az alvászavarral küszködő embert, hiszen aki éjszaka nem képes kipihenni magát, nem tud aludni, nappal általában fáradékonyabb, álmosabb, gyakran a nappali órákban alszik.
Az alvászavarokat többféleképpen csoportosíthatjuk (életkori sajátosságok, tünettan, kiváltó okok stb.) E helyütt – a teljesség igénye nélkül -, a leggyakrabban előforduló alvászavarokat, az orvosi gyakorlatban is használt felosztás alapján mutatjuk be:
- Disszomniák:
  - Inszomnia
  - Hiperszomnia
  - Narkolepszia
  - Légzéssel kapcsolatos alvási zavar, alvási apnoe
  - Cirkadián ritmuszavar (alvás-ébrenlét zavar)
- Paraszomniák
  - Lidérces álom
  - Alvási rémület
  - Alvajárás
  - Paraszomnia MNO (alvási paralízis, heves motoros aktivitás REM fázisban)

### Álmatlanság
Az inszomnia – álmatlanság talán a leggyakoribb alvásprobléma. A hátterében szereplő okokat általában öt csoportra bonthatjuk:
- Fizikai okok: különböző orvosi problémák vezethetnek álmatlansághoz (hormonális problémák, idegrendszeri betegségek, asztma, allergia, vérkeringési problémák, erős fájdalmak, depresszió stb.)
- Élettani okok: Az egyik leggyakoribb, álmatlansághoz vezető élettani jelenség az öregedés folyamata. Az időskori alvászavarok jól ismertek és hátterükben egyrészről biológiai tényezők (pl. a melatoninszint csökkenése a tobozmirigyben való kóros kalciumlerakódás következtében, a napi bioritmus ezzel kapcsolatos felborulása), valamint például a csökkent nappali fizikai aktivitás állnak. Az idősek alvásszerkezete jelentősen megváltozik, feltöredezik, kevésbé pihentető, mint fiatalabb korban, ezzel kapcsolatos a napközben jelentkező álmosság, elszenderedés. Jellemző a korai ébredés, az elalvási nehézségek és az átalvási problémák különböző arányú keveredése. Élettani okok közé tartoznak még az alvás-ébrenlét ciklus különböző zavarai, a nem megfelelő alváshigiénia: rossz szokások, kényelmetlen fekhely, túl magas hőmérséklet a hálószobában stb.
- Pszichés okok: Különböző életesemények, ezzel kapcsolatos, vagy egyébként jelentkező rossz gondolatok, aggodalmak, emlékek, amelyek szorongást váltanak ki, vagy éppenséggel túlságosan „feldobott", izgatott állapot, tervek, fantáziák, amelyek „pozitív" stressz reakciót keltve, szintén kiválthatnak álmatlanságot.
- Pszichiátriai okok: A pszichiátriai betegségek legnagyobb része alvászavarral jár együtt. A leggyakoribb a depresszióhoz, vagy szorongásos betegségekhez társuló alvászavar, de ugyanígy a skizofréniához, a mániás-depresszióhoz is szinte minden esetben csatlakozik az alvás valamilyen irányú nehezítettsége.
- Gyógyszerekkel/drogokkal kapcsolatos okok: Rengeteg gyógyszer és drog, valamint egyéb, élvezeti szer jelentősen befolyásolja az alvásszabályozást és -működést. Fontos kiemelni az altatók és nyugtatók szerepét, amelyek átmeneti javulást okoznak, de hosszú távon az alvás szerkezetét felborítják és fokozzák az alvászavart. Függőség esetén megvonásuk kifejezett alvászavarral jár. A teljesség igénye nélkül megemlíthető a koffein, a teofillin, az efedrin tartalmú készítmények, az alkohol, a kokain, az amfetamin és származékaik, különböző szívgyógyszerek (pl: beta-blokkolók) alvással kapcsolatos negatív hatása.

A fent említett okok szinte mindig átmeneti, helyzeti inszomniát okoznak. Ez egyrészről azt jelenti, hogy a kiváltó okot kezelve, illetve megszüntetve az alvászavar is rendeződik, másrészről nagyon fontos ez esetekben, hogy a hosszútávú alvászavar ördögi kör megjelenése révén alakul ki: a fenti okok miatt nehezített alvást frusztráció, az elalvással kapcsolatos aggodalmak, az egyre jobban erőltetett alváspróbálkozások kísérik, jelentős stresszt és szorongást kiváltva, tovább rontva az alvást. Maga az alvászavar, az alváskimaradás önmagában semmilyen egészségkárosító hatással nem jár, de a fenti folyamatot kísérő szorongás és stressz komoly egészségkárosító hatású.

### Fokozott alváskésztetés
A hiperszomnia – a fokozott alváskésztetés igen gyakran az álmatlanság, illetve az elégtelen alvás következményeként jelenik meg napközben. Megjelenhet önálló jelenségként is. A depresszió bizonyos, úgynevezett „atípusos" formáinál a társuló alvászavar elsődlegesen hiperszomnia. Gyakran észlelhető traumatikus események, megerőltető élethelyzet kapcsán, hogy a páciens, mintegy „problémamegoldó stratégiaként” az alvásba „menekül”.

### Narkolepszia
A narkolepszia – hirtelen, rohamszerűen, napközben jelentkező alváskésztetés egy meglehetősen ritka, azonban annál hírhedtebb alvászavar. Előfordulása kb. 0,02-0,03% a népesség körében, de rengeteg veszélyt rejt magában, és igen sok szenvedést okoz.
Hátterében genetikai okokat valószínűsítenek. Négy tünet jellemző a narkolepsziában, de általában egy időben nem mind a négy van jelen. Az első tünet a már említett rohamszerű elalvás, leggyakrabban valamely monoton cselekvés közben (akár járművezetés közben is!), a második tünet az úgynevezett kataplexia, amikor a páciens szintén hirtelen, rohamszerűen, tónustalanul összeesik, majd nem képes mozgatni végtagjait, vagy legalábbis izmai nagy részét. Ekkor is regisztrálható alvástevékenység az EEG-n, de a beteg általában tudatánál van és megéli lebénultságát. Ez a tünet leggyakrabban valamilyen érzelmi szempontból fokozott helyzetben jelenik meg. A harmadik tünet a fent említett bénultság elalvás előtt, vagy ébredés után. A negyedik tünet az elalvás, illetve felébredés körüli hallucinációk (érzékcsalódások: víziók, hanghallások stb.) megjelenése.

### Légzéssel kapcsolatos alvászavar
A légzéssel kapcsolatos alvászavar általában hiperszomniaként jelentkezik, nappali álmosság, fáradtság jellemző, amit a betegek általában – helyesen – a nem kielégítő éjszakai alvásnak tulajdonítanak. Ezekben az esetekben, valamely testi oknál fogva (pl: elhízás, légúti izmok renyhesége, a légzőközpont csökkent működése stb.) átmenetileg meg-megszakad a légzés folyamata az éjszaka során, ami az agyi oxigénellátás jelentős csökkenéséhez vezet. A csökkent oxigénellátás egy idő után „alarmírozza" a páciens szervezetét és vagy teljes ébredés, vagy az előbb már említett mikroébredés létrejöttével ismét visszaáll a légzés. Ezek a gyakori felébredések, akár tudatosulnak akár nem, nappal jelentős fáradtsághoz, álmossághoz, teljesítménycsökkenéshez vezetnek. A hosszú évekig tartó, gyakori éjszakai légzésleállások elkerülhetetlen központi idegrendszeri és szervezeti károsodásokat is okozhatnak. Az éjszakai légzésleállásokra hajlamosíthat többek között a túlsúly, a magasvérnyomás-betegség, pajzsmirigybetegségek, felső légúti rendellenességek, fiatalkori horkolás, alkoholfogyasztás.

### Az alvás-ébrenlét ciklusának zavarai
A cirkadián ritmus – alvás-ébrenlét ritmus zavara közé tartozik a jetlag jelenség, amely időzónák átrepülésével kapcsolatban alakul ki. A szervezetnek alkalmazkodnia kell a belső biológiai óra átállításával az új időzónához. Az éjszakai műszakban, valamint a gyakori váltott műszakban dolgozók alvása is felborulhat, így a szokásos alvásidőben álmatlanság, a szokásos ébrenléti időben kínzó álmosság gyötörheti hosszú távon őket. Ennek komoly gyakorlati jelentősége a munkavégzés közben elkövetett hibákban rejlik, mind az egészségügyben, mind a közlekedésben, mind az iparban igen komoly következményekkel járva. Mind a három felsorolt területen általános az éjszakai, illetve a váltott műszak. A váltott műszakban, de még az állandó éjszakai műszakban dolgozóknak sem áll át teljes mértékben a belső napi ritmusuk és alvásszabályozásuk. Nappali alvásuk meglehetősen felületes és szaggatott, nem kielégítően pihentető.
Vannak emberek, akiknek belső alvás-ébrenlét szabályozásuk az átlaghoz képest „késik". Ők azok, akik később lesznek álmosak és reggel később tudnak csak felkelni, illetve ennek fordítottja is előfordul, ahol a szabályozás „siet”. Ebben az esetben korai elalvás és korai ébredés jellemző. Mindkét változat típusos személyiségjegyekkel hozható többek között összefüggésbe és a tanult viselkedésnek, a szocializációnak is szerepet tulajdonítanak kialakulásában.

### Paraszomniák
A paraszomniák – az alvás idején jelentkező különleges jelenségek legtöbb formájára jellemző, hogy gyerekkorban előfordulásuk gyakoribb, később azonban a gyerekek „kinövik”. Azon ritka esetekben, amikor felnőttkorban is fennmarad valamely paraszomnia, általában valamilyen személyiségzavarral, vagy más pszichés problémával való együttállása tapasztalható.
- Lidérces álom – Főként az alvás második felében jelentkező felébredések, hosszú, különösen rémisztő álmokra való visszaemlékezéssel. Felébredést követően a páciens hamar tájékozottá, rendezetté válik
- Alvási rémület – Szintén hirtelen felébredés, amit azonban artikulált, vagy artikulálatlan hangadások, a legkülönbözőbb végtagmozgások, heves vegetatív reakció (verítékezés, szapora szívverés) és kifejezett rettegés, rémület jellemez. Az előző jelenségtől fontos különbség, hogy ebben az esetben hosszabb, zavart időszak követi az ébredést.
- Alvajárás – A páciens az éjszaka közepén felül, hangokat hallat (artikulált, vagy artikulálatlan), kérdésekre is válaszolhat, végtagjait mozgatja, majd akár feláll, a szobában, lakásban járkál fel-alá. Másnap a történtekre nem emlékszik, sőt, ha alvajárás közben felébresztik, akkor sem emlékszik a megelőző történésekre. A vizsgálatok szerint, bár a mozgás általában rendezett, sőt időnként helyénvaló kommunikáció is folytatható a pácienssel, biológiai szempontból ébredés nem történik, végig alvástevékenység regisztrálható. Az is bizonyos, hogy nem álomtevékenységgel és legkevésbé a Holddal („holdkórosság”), vagy bármely égitest mozgásával kapcsolatos az alvajárás. Háttere és oka a mai napig tisztázatlan, a legnagyobb valószínűséggel a központi idegrendszer érésével, fejlődésével kapcsolatos.

Ezeket a betegeket alvajárásuk alkalmával felébreszteni tilos és veszélyes mivel ez a hirtelen sokk a beteg életébe is kerülhet.
- Parasomnia MNO – Igen gyakran a nappali álmosság és aluszékonyság valamely más, éjszakai alvás közben jelentkező, az alvás minőségét rontó problémával kapcsolatos, ilyen például a nyugtalan láb szindróma, vagy a különböző periodikus lábmozgások. Míg az elalváskor jelentkező, általában nagyobb izomcsoportokra kiterjedő rángások az emberek igen nagy részénél előfordulnak és az alvás további részében nem jelentkeznek, addig a fent említett két jelenség az alvás szerkezetében kifejezett eltéréseket mutat, rengeteg úgynevezett „mikroébredés” kíséri őket, amelyek a páciensben nem tudatosulnak ébredésként, de az alvás pihentető, regeneráló voltát károsítják. A periodikus lábmozgások tulajdonképpen finom remegések, a diagnosztizáláshoz műszeres alvásvizsgálat szükséges. A nyugtalan láb szindróma a páciens panaszai alapján diagnosztizálható: az elalvást megelőzően a lábon különböző furcsa érzések, bizsergés, akár fájdalom észlelhető, amely mozgásra javul, ezért a beteg fel-alá járkál, vagy mozgatja a lábát ágyban fekve, így azonban jelentősen megnehezül az elalvás és gyakoriak mind a „mikroébredések”, mind a valódi éjszakai ébredések. Fogcsikorgatás – Általában valamely fogsorzáródási rendellenességgel, illetve stresszel, szorongással, különböző személyiségvonásokkal (pl. túlzott önkontroll), illetve ezek kombinációival áll kapcsolatban az éjszakai fogcsikorgatás. Amellett, hogy kellemetlen és igen komoly fájdalommal is járhat, rontja az alvásminőséget és komoly fogászati problémákat is okozhat. Alvási paralysis – A REM alváskor lekapcsol a mozgásközpont, ezért nem rugdalózunk, miközben álmunkban harcolunk. Ha ébredéskor (esetleg elalváskor) nem kapcsol vissza, akkor úgy érezzük, hogy lebénultunk. Mozogni akarunk, de nem tudunk. Ez heves pánikreakciót, halálfélelmet válthat ki. Általában néhány másodpercig tart, de sokkal hosszabbnak tűnik.

### Az alvászavarok kezelése
Amennyiben hetek óta észleljük alvásunk nehezítettségét, illetve azt, hogy napközben a szokásosnál fáradtabbak, álmosabbak vagyunk, teljesítőképességünk csökken, akár hangulatzavart, szexuális zavart, erősebb szorongást is észlelünk, mindenképpen forduljunk orvoshoz, alváscentrumhoz, pszichológushoz.
Az alvászavarok kezelésében a korlátlan altatószer-használat (a fent már részletezett okokból kifolyólag) kifejezetten károsnak mondható. Mindenképpen tartózkodjunk az „öngyógyszereléstől”. Saját magunk sokat segíthetünk különböző életmódbeli változtatásokkal. Rendszeres testmozgás, fizikai aktivitás, ami „kifáraszt”, a lefekvéssel kapcsolatos meghitt, inkább befelé forduló szokásrendszer kialakítása (olvasás, meleg tej kortyolgatása, meditáció vagy relaxáció, a másnapi teendők listázása stb.) a megfelelő környezet biztosítása: kényelmes fekhely, megfelelő hőmérséklet stb. Fontos, hogy lehetőleg ugyanabban az időben térjünk nyugovóra nap mint nap és lehetőleg még 10 óra előtt. Csak akkor feküdjünk le, ha álmosak vagyunk. Az ágy alvásra való. Ha 15 perc fekvés után nem alszunk el, akkor keljünk fel, és foglaljuk el magunkat (olvasás, házimunka, film). Lehet önbüntetésként olyan házimunkát végezni, amit különösen utálunk (vasalás, mosogatás). Kerüljük el azt, hogy az alvás teljesítménynek tűnjön számunkra. Akár szándékosan ébren tölthetünk egy éjszakát, és másnap megyünk dolgozni. Az alváshiányt ne pótoljuk napközbeni szunyókálással.
Az alvászavarok kezeléséhez fontos tisztázni a zavar okait és a pontos tüneteket, ennek érdekében szükség lehet alvásnaplót vezetni, vagy alváslaboratóriumban műszeres alvásvizsgálatot végezni. Az alvászavarok legnagyobb része valamely átmeneti helyzethez, pszichés problémához köthető, vagy pszichiátriai, illetve testi betegség részeként jelentkezik, ezért, mint már szó esett róla, elsősorban ezeket az állapotokat kell kezelni.

### Nőknél gyakori alvászavarok
Általánosságban elmondható, hogy a nők alvása fiatal felnőttkorban a legegészségesebb és a legkevésbé zavart. Az alvászavarok fiatal nőkben leggyakrabban a menstruációhoz, a terhességhez és az anyasághoz kapcsolódóan jelennek meg. A mai rohanó világban a legtöbb fiatal nő kevés időt szán az alvásra, és rendszerint nem vesz tudomást a nappali fáradtság, álmosság őt figyelmeztetni próbáló jeleiről.
Az évek múlásával a fizikális és a hormonális változások az alvást is befolyásolják. Az idősebb nők kevesebb időt töltenek mély alvásban és gyakrabban ébrednek fel éjjel. Az ebben a korban gyakoribbá váló ízületi gyulladás, légzészavarok, hőhullámok szintén zavarhatják az alvást. A nők alváshoz kapcsolódó érzései, aggodalmai is fontos összetevői az alvásminőségnek. A stressz, depresszió, félelem és más érzelmek befolyásolják az alvást.
Az alábbiakban felsorolunk néhány, a nők alvását befolyásoló tényezőt:
- menstruációs ciklus
- alvás a terhesség alatt
- alvás a változó korban
- a menopauza utáni évek

#### A menstruációs ciklus
A menstruációs ciklus egyes fázisaihoz az alvásmintázat érzékelhető változásai csatlakoznak. A premenstruációs periódusban a nőknél emelkedik az éjszakai ébredések száma, gyakoribbá válnak az alvászavarok. Ilyenkor az álmok gyakrabban észlelhetőek és élénkebbek is. Egyesek fokozott nappali álmosságról, fáradtságról és megnyúlt alvásidőről számolnak be.
Az alvásban bekövetkező változások gyakran egyéb jelekkel társulnak: alhasi görcsökkel, ingerlékenységgel, bizonyos ételek elfogyasztása utáni vágyakozással és az érzelmi élet változásaival. A problémák általában a menstruáció jelentkezése után néhány nappal megszűnnek. Azok a nők, akik ezeket a problémákat különösen zavarónak érzik, fokozott feszültséget és ingerlékenységet élnek át, náluk tartós, krónikus álmatlanság is kialakulhat.
Azok a nők, akik a menstruációhoz kapcsolódó alvászavart tapasztalnak, figyeljenek jobban alvásigényükre, tartsanak fenn szabályos alvás–ébrenlét ritmust, egészségesen étkezzenek és próbálják meg csökkenteni a stresszt. Ha az alvászavar a nappali aktivitást is befolyásolja, orvosi segítségre lehet szükség.

#### Alvás a terhesség alatt
A terhesség korai szakában a legtöbb várandós nő nappali fáradtságról és megnyúlt éjszakai alvásidőről számol be. Ez a szinte általánosan előforduló változás az alvásszükségletben, valószínűleg a terhesség során megemelkedő progeszteron szintnek köszönhető. A terhesség későbbi szakaszaiban, különösen az utolsó harmadban a nők alvásuk minőségének romlását észlelik. Bizonyos eltéréseket kutatások is megerősítettek: a lassú hullámú alvás (mélyalvás) mennyisége csökken és az éjjeli ébredések száma megnő. Egyes testhelyzetben nehézzé válik az alvás. Az alvás hatékonyságának és az alvással töltött idő arányának csökkenése a második harmadban kezdődik és folytatódik a harmadik trimeszterben is.
A terhesség utolsó szakaszában több oka lehet a rossz alvásnak: görcsölő lábak, hátfájás, gyomorégés, a magzat mozgásai, a terhesség okozta rossz közérzet, gyakori vizelési inger.

#### Anyaság
Miután a gyermek megszületett, az alvást zavaró fizikális tényezőket felváltja a babával való foglalkozás, ami a többszöri felébredés és felkelés miatt feldarabolja a kismama éjszakáját.
A terhesség során a várandós anya biztosítsa az elegendő alvást, tartson fenn szabályos alvás-ébrenlét ritmust és óvakodjon a stressztől, amennyire lehetséges. Az altatók és az alkohol fogyasztása tilos a terhesség alatt, az alvás elősegítését egyéb módszerekkel kell segíteni! Az izomrelaxációs technikák segíthetik a jó alvást és csökkentik a terhesség alatti diszkomfortérzést. Kiegyensúlyozott diétával és a nehéz és fűszeres ételektől való tartózkodással a gyomorégés megelőzhető.
A terhesség után is fontos az elegendő pihenés, mert a súlyosan zavart alvás szülés utáni depresszióhoz és a gyermekkel való durva bánásmódhoz vezethet.

## Néhány megfontolandó tény
- A hosszabb ideig folytatott váltott műszakos munka egészségi kockázatot jelent.
- A koffein csökkenti ugyan az álmosságérzetet, azonban a napi alvásigény mértékét nem befolyásolja.
- Az alkoholos italok segítik az elalvást, azonban légzéskimaradást (apnoe) és felületes alvást idéznek elő.
- A stressz, az aggódás, az esti aktív tevékenység olyan anyagokat szabadít fel az agyban (például kortizol), amik az ébren maradást segítik elő.
- Az alvás nem tévesztendő össze az eszméletlen állapottal.
- A délutáni szunyókálás javítja az agy tanulási képességét.[12]

## Az alvás világnapja
- Az alvás világnapja a mozgó dátumú világnapok között március második teljes hetének péntekje (a tavaszi Nap-éj egyenlőséghez kötődően), 2017-ben március 17.[13]

## Alvás az állatoknál
Kísérletek és megfigyelések alapján arra a következtetésre jutottak az orvosok és egyéb „alvás az állatoknál" témakörben kísérletezők, hogy az állatok alvás közben külsőleg remegnek (a megfigyeléseket kutyákon végezték). Az alvás tartama rövidebb, mint az embereké, de egy napon belül többször is bekövetkezik (az alvások száma változó). Alvások száma függ külső és belső fizikai és kémiai változásoktól. Az alvás mennyisége az emberhez hasonlóan a kor előrehaladtával csökken. A halaknál különböző alvásformák figyelhetőek meg, viszont a többi gerincessel szemben nem kerülnek teljes önkívületi állapotba, agyuk mindig aktív marad, így sokkal fogékonyabbak a külső ingerekre.
A leghosszabb ideig alvó emlősök:
- Koala, átlagban napi 22 óra
- Barna denevér: napi 20 óra
- Tobzoskák: napi 18 óra

A legrövidebb ideig alvó emlősök:
- zsiráfok: napi 2 óra (5-10 perces adagokban)
- európai őz: napi 3 óra
- ázsiai elefánt: napi 3 óra[14]